# Charles Ploix
Pour les articles homonymes, voir Ploix.
Charles Martin Ploix, né le 30 novembre 1824 à Orléans et mort le 21 février 1895 à Paris, est un ingénieur hydrographe de la Marine nationale.
Il fut président de la Société d'anthropologie de Paris, de la Société des traditions populaires et de la Société de linguistique de Paris .

## Biographie
Charles Ploix, entre à l'École polytechnique en 1843 et en sort le 1er octobre 1845. Il entre dans le service hydrographique de la marine. Il fait de nombreux sondages et relevés sur les côtes d'Italie, du Sénégal, de la mer Noire et de la Méditerranée, lors de la pose des premiers câbles télégraphiques. Secrétaire du Comité hydrographique auprès du contre-amiral Pierre Mathieu. Il travaille sur les chronomètres de marine et la météorologique nautique.
En 1886, il est mis à la retraite avec le grade d'ingénieur. Il était officier de la Légion d'honneur et officier de l'Instruction publique.
Il s'occupe aussi d'anthropologie, de linguistique et de mythologie. il fut président de la Société d'anthropologie en 1880. La dernière partie de sa vie a surtout été consacrée à la Société des traditions populaires, dont il fut élu président en 1888, puis constamment réélu. Lors de l'Exposition de 1889, il préside le premier Congrès des traditions populaires, auquel il lit un mémoire sur l'Interprétation des contes mythiques chez les Aryens. Il présida aussi la Société de linguistique.

## Travaux

### Hydrographie
Outre de nombreux mémoires communiqués à l'Académie des sciences, par exemple la solution du problème des six points (levé sous voiles) de Beautemps-Beaupré, il a publié en 1863 un ouvrage sur la "Météorologie nautique". 
- Vents et courants, routes générales extrait des Sailling directions de Maury et des travaux les plus récents par M. Charles Ploix, ingénieur-hydrographe de première classe, et M Caspan, sous-ingenieur-hydrographe
- avec Chrétien Edouard Caspari Météorologie nautique, Paris, Imprimerie Nationale 1874.

Parmi ses travaux les levers exécutés dans la mer Noire et les Dardanelles.
- Plan de l'Estuaire du Gabon, levé et dressé en 1849 d'après les ordres de E. Bouet-Willaumez, 1852.
- Carte de la Côte occidentale d'Afrique, partie comprise entre le Cap des Palmes et le Cap Coast , dressée d'après les travaux de MM. Vidal et Bedford, gravé par Chassant ; écrit par J. M. Hacq et V. Carré, Dépôt-général de la Marine , 1856

### Anthropologie
Il fit des communications importantes à la Société d'anthropologie : 
1870, Culte du feu ; 1871, Origines de la civilisation; 1875, Consanguinité; 1884, Noms des Aryens; 1887, Noms de l'ours; 1888, Aphasie, L'Atlantide, La religion des Hottentots.

### Linguistique et de mythologie
Il donna les travaux suivants à la Société de linguistique : 1869, les Dieux latins ; 1872, Mars et Mercure; Hermès, 1878, le Nom du ciel; 1889,1e Nom du dieu Vuleanus, etc.
À la Revue des traditions populaires, il a donné : 1887, la Grande Ourse ; 1889, l'Inventaire des contes ; 1891, l'Os qui chante ; 1892, l'Épopée argonautique, etc.
II a publié deux volumes sur la mythologie : la Nature des dieux. Paris, 1838, in-8 de 474 pages et le Surnaturel dans les contes populaires. Paris. 1891, in-8 de iv-212 pages.

## Source
- L'Anthropologie : paraissant sous la direction de MM. Cartailhac, Hamy, Topinard , Éditeur :  Elsevier-France (Paris), Janvier 1895, pages 226-227 sur Gallica